# Aphrodisium cantori
Aphrodisium cantori är en skalbaggsart som först beskrevs av Hope 1840.  Aphrodisium cantori ingår i släktet Aphrodisium och familjen långhorningar.
Artens utbredningsområde är:
- Bangladesh.
- Laos.

Inga underarter finns listade i Catalogue of Life.